# Орден «Ключ дружбы»
О́рден «Ключ дру́жбы» — одна из высших наград Кемеровской области, учреждённая законом Кемеровской области от 19 мая 2003 года № 25-ОЗ.

## Статутордена
Орденом «Ключ дружбы» награждаются граждане за особые заслуги и выдающийся вклад в развитие внешнеэкономических, международных связей Кемеровской области и укрепление межнациональных отношений.

## Правила ношения
Орден носится на правой стороне груди, ниже государственных наград Российской Федерации и иностранных государств.

## История ордена
Первоначально орден имел три степени. Орден изготавливался из бронзы (1 степень — с позолотой, 2 степень — с серебрением, 3 степень — просто бронза). Закон предполагал возможность изготавливать орден из золота с украшением драгоценными и полудрагоценными камнями.
В соответствии с действующим законом Кемеровской области от 26 января 2005 года «О наградах Кемеровской области» орден на степени не делится и изготавливается из золота.
Первый орден «Ключ дружбы» губернатор Кемеровской области А. Г. Тулеев вручил в 2003 году премьер-министру Монголии Намбарыну Энхбаяру.
Впоследствии орденом были награждены:
1. Митрополит Смоленский и Калининградский Кирилл (Гундяев) (2003)[4]
2. Евгений Максимович Примаков (2004)[5][6]
3. Патриарх Московский и всея Руси Алексий II (2004)[7]
4. Дмитрий Александрович Хворостовский (2005)[8]
5. Юрий Мефодьевич Соломин (2006)[9]
6. Мстислав Михайлович Запашный (2007)[10]
7. Андрей Рэмович Бокарев (2007)[11]
8. Эльдар Александрович Рязанов (2007)[12]
9. Владимир Васильевич Михайлов (2007)[13]
10. Константин Георгиевич Першилин (2008)[14]
11. Виктор Степанович Черномырдин (2008)[15]
12. Андрей Владимирович Панин (2008)[16]
13. Владимир Львович Машков (2008)[17]
14. епископ Кемеровский и Новокузнецкий Аристарх (Смирнов) (2009)[18]
15. Георгий Васильевич Корницкий (2009)[19]
16. Тамара Владимировна Алиева (2009)[20]
17. Алексей Ефимович Учитель (2010)[21]
18. Олег Павлович Табаков (2010)[22]
19. Эдита Станиславовна Пьеха (2010)
20. Лариса Семёновна Латынина (2011)[23]
21. Борис Валентинович Волынов (2011)[24]
22. Лев Валерьянович Лещенко (2011)[25]
23. Софи Лорен (2011)[26]
24. Денис Леонидович Мацуев (2011)[27]
25. Анита Сергеевна Цой (2011)
26. Никас Степанович Сафронов (2012)[28]
27. Евгений Владимирович Малкин (2012)[29]
28. Эдгард Вальтерович Запашный (2012)[30]
29. Аскольд Вальтерович Запашный (2012)[30]
30. Кирсан Николаевич Илюмжинов (2012)[31]
31. Ангелина Михайловна Вовк (2012)[32][33]
32. Зураб Константинович Церетели (2012)[34]
33. Абел Гезевич Аганбегян (2012)[35]
34. Елена Васильевна Образцова (2012)[36]
35. Лариса Ивановна Голубкина (2013)[37]
36. Эльвира Фёдоровна Тулеева (2013)[38]
37. Павел Алексеевич Астахов (2014)[39]
38. Александр Анатольевич Ширвиндт (2014)[40]
39. Александра Николаевна Пахмутова (2015)[41]

## Описание ордена
Знак ордена представляет собой восьмиконечную золотую звезду с гранеными полированными расходящимися лучами и украшенную восемью сапфирами, размещенными на её лучах. Расстояние между противоположными концами звезды 65 мм.
В центре звезды помещено рельефное изображение центральной части герба Кемеровской области, обрамленное венком из дубовых листьев. Герб выполнен в технике горячей многоцветной эмали. Внизу знак окантован лентой с надписью «Ключ дружбы. Кузбасс».
Вертикально в центре звезды на фоне дубового венка изображены концы стилизованного ключа (ключ символизирует открытие подземных кладовых Кузбасса). Ключ украшен двумя ограненными бриллиантами.
На оборотной стороне ордена находятся номер ордена и приспособление для прикрепления к одежде.